# Neodrepanis
Neodrepanis és un gènere d'ocells de la família dels filepítids (Philepittidae).
En un inici aquest gènere estava inclòs en la família Neodrepaninae i només estava representada per una única espècie coneguda: l'asit comú (Neodrepanis coruscans). S'assemblen al Nectariniide en l'estructura molt peculiar de la llengua; en els mascles adults la part superior és de bonics colors metàl·lics, i la forma de la gola pot ser similar. Es diferencien dels Nectariniidae en què els extrems del bec no té forma de serra, el mentó es barreja en mascles adults, i la cua és anormalment curta i inferior a la meitat de la longitud de l'ala, entre altres dades, aquests trets farien que posteriorment s'inclogueren en els Philepittidae, així com el plomatge de les femelles i que són endèmics de l'illa de Madagascar.

## Taxonomia
Actualment, la Classificació del Congrés Ornitològic Internacional (versió 14.2, 2024) aquest gènere està format per dues espècies:
- Asiti comú (Neodrepanis coruscans).
- Asiti ventregroc (Neodrepanis hypoxantha).